# Horst Krüger (écrivain)
Pour les articles homonymes, voir Krüger.
Horst Krüger, né le 17 septembre 1919 à Magdebourg et mort le 21 octobre 1999 à Francfort-sur-le-Main, est un écrivain allemand. Sa première œuvre autobiographique, Un bon Allemand (Das zerbrochene Haus. Eine Jugend in Deutschland) (littéralement : La Maison détruite : une enfance en Allemagne), publié en 1966, passe pour un récit exemplaire d'une enfance en Allemagne aux temps du Troisième Reich et fut ainsi acclamée dans le monde entier lors de sa parution. Ses récits de voyage d'un bout à l'autre du globe ont eux aussi été favorablement accueillis par un large public.

## Biographie
Horst Krüger passe son enfance et sa jeunesse à Berlin. Il est scolarisé pendant quatre ans à l'école primaire à Eichkamp à côté de Berlin puis pendant neuf ans au collège-lycée Grunewald. Il fait des études de philosophies et de littérature à l'université Humboldt de Berlin et à Fribourg-en-Brisgau. En 1939, il est arrêté par la Gestapo pour « préparatifs de haute trahison ». 
À partir de 1945, Horst Krüger travaille en tant qu'auteur indépendant à Fribourg-en-Brisgau. De 1952 à 1967, il dirige le Literarische Nachtstudio (nocturnes littéraires) de la Südwestfunk (radio du Sud-Ouest de l'Allemagne) à Baden-Baden. De 1967 jusqu'à sa mort, il vit à Francfort-sur-le-Main où en tant qu'écrivain indépendant, il écrit principalement des récits de voyage adoptant souvent une perspective socio-ethnographique et refusant tout style proche du feuilleton. Les thèmes abordés par Krüger dans ses œuvres littéraires sont toujours liés au passé national-socialiste de l'Allemagne et ses conséquences, à la division du pays et à ses souvenirs de jeunesse à Eichkamp. Il assiste en tant qu'observateur aux procès d'Auschwitz en 1963.
Horst Krüger était membre de la l'Académie allemande pour la langue et la littérature et du PEN club de la République fédérale d'Allemagne.

## Prix et distinctions
- 1970 : prix Thomas Dehler
- 1972 : prix Johann Heinrich Merck
- 1973 : Deutscher Kritikerpreis (prix de la critique allemande)
- 1975 : prix Ernst-Reuter
- 1980 : Goetheplakette der Stadt Frankfurt am Main (prix culturel allemand)
- 1982 : La Goldene Kamera pour son scénario du film Der Kurfürstendamm (1982)
- 1988 : prix Friedrich-Märker
- 1990 : prix culturel de la Hesse
- 1990 : chevalier de l'ordre du Mérite de la République fédérale d'Allemagne
- 1997 : Sächsische Verfassungsmedaille, remise par le président du Landtag de l'État libre de Saxe, Erich Iltgen

## Œuvres
- Was ist heute links? Thesen und Theorien zu einer politischen Position. Publié et introduit par Horst Krüger. Paul List, Munich, 1963.
- Das zerbrochene Haus. Eine Jugend in Deutschland. Rütten und Loening, Munich 1966  (ISBN 3-423-10665-4) Publié en français sous le titre Un bon Allemand, traduit par Pierre Foucher, Arles, Actes Sud, 1984, 238 p.  (ISBN 2-903098-81-6) ; réédition, Arles, Actes Sud, coll. « Babel » no 66, 1993  (ISBN 2-7427-0012-9)
- Stadtpläne: Erkundungen eines Einzelgängers. Rütten und Loening, Munich, 1967.
- Deutsche Augenblicke: Bilder aus meinem Vaterland. Piper, Munich, 1969.
- Fremde Vaterländer: Reiseerfahrungen eines Deutschen. Piper, Munich 1971  (ISBN 3-492-01896-3)
- Zeitgelächter: Ein deutsches Panorama. Hoffmann und Campe, Hambourg 1973  (ISBN 3-455-04013-6)
- Kennst du das Land: Reise-Erzählungen. Hoffmann und Campe, Hambourg 1987  (ISBN 3-455-01892-0)
- Poetische Erdkunde: Reise-Erzählungen. Hoffmann und Campe, Hambourg 1978  (ISBN 3-455-04026-8)
- Ludwig, lieber Ludwig: Ein Versuch über Bayerns Märchenkönig. Hoffmann und Campe 1979  (ISBN 3-455-04009-8)
- Ostwest-Passagen, Reisebilder aus zwei Welten. Hoffmann und Campe, Hambourg 1975  (ISBN 3-455-04012-8)
- Unterwegs: Gesammelte Reiseprosa. Hoffmann und Campe, Hambourg, 1980  (ISBN 3-455-04007-1)
- Spötterdämmerung: Lob- und Klagelieder zur Zeit. Hoffmann und Campe, Hambourg, 1981  (ISBN 3-455-04027-6)
- Der Kurfürstendamm: Glanz u. Elend eines Boulevards. Hoffmann und Campe, Hambourg, 1982  (ISBN 3-455-04023-3)
- Erste Augenblicke: Reiseprosa. Deutscher Taschenbuch-Verlag, Munich, 1983  (ISBN 3-423-10103-2)
- Tiefer deutscher Traum: Reisen in die Vergangenheit. Hoffmann und Campe, Hambourg, 1984  (ISBN 3-455-04015-2)
- Die Frühlingsreise: 7 Wetterbriefe aus Europa. Verl. Eremiten-Presse, Düsseldorf, 1988  (ISBN 3-87365-239-0)
- Zeit ohne Wiederkehr: Gesammelte Feuilletons. Deutscher Taschenbuch-Verlag, Munich, 1989  (ISBN 3-423-11121-6)
- Ein himmlisches Vergnügen – eine Reise mit der Donauprinzessin. Illustrations d'Ingrid M. Schmeck. Deilmann Reederei, Neustadt, 1990.
- Wie Gott in Frankreich – meine Reise mit der Princesse de Provence. Illustrations d'Ingrid M. Schmeck. Deilmann Reederei, Neustadt, 1992.
- Diese Lust am Leben: Zeitbilder. Suhrkamp, Francfort-sur-le-Main, 1993,  (ISBN 3-518-38763-4)
- Kein schöner Land – eine Flußreise mit der Prinzessin von Preussen. Illustrations d'Ingrid M. Schmeck. Deilmann Reederei, Neustadt, 1996.